# Communauté de communes du Bonnevalais
Die Communauté de communes du Bonnevalais ist ein französischer Gemeindeverband mit der Rechtsform einer Communauté de communes im Département Eure-et-Loir in der Region Centre-Val de Loire. Er wurde am 5. Dezember 2002 gegründet und umfasst 19 Gemeinden. Der Verwaltungssitz befindet sich im Ort Bonneval.

## Historische Entwicklung
Mit Wirkung vom 1. Januar 2018 fusionierten die Gemeinden Bullou und Mézières-au-Perche aus der Communauté de communes du Grand Châteaudun mit der hiesigen Gemeinde Dangeau und bildeten eine Commune nouvelle gleichen Namens.
Gleichzeitig verließen die Gemeinden Meslay-le-Vidame und Vitray-en-Beauce den Verband und schlossen sich der Communauté d’agglomération Chartres Métropole an.

## Mitgliedsgemeinden
| Gemeinde                              | Einwohner 1. Januar 2022 | Fläche km² | Dichte Einw./km² | Code INSEE | Postleitzahl |
| ------------------------------------- | ------------------------ | ---------- | ---------------- | ---------- | ------------ |
| Alluyes                               | 758                      | 19,58      | 39               | 28005      | 28800        |
| Bonneval                              | 4.890                    | 28,78      | 170              | 28051      | 28800        |
| Bouville                              | 553                      | 15,65      | 35               | 28057      | 28800        |
| Bullainville                          | 111                      | 6,66       | 17               | 28065      | 28800        |
| Dancy                                 | 204                      | 9,9        | 21               | 28126      | 28800        |
| Dangeau                               | 1.260                    | 54,88      | 23               | 28127      | 28160        |
| Flacey                                | 212                      | 13,99      | 15               | 28153      | 28800        |
| Le Gault-Saint-Denis                  | 674                      | 23,35      | 29               | 28176      | 28800        |
| Montboissier                          | 348                      | 13,94      | 25               | 28259      | 28800        |
| Montharville                          | 103                      | 6,34       | 16               | 28260      | 28800        |
| Moriers                               | 223                      | 9,03       | 25               | 28270      | 28800        |
| Neuvy-en-Dunois                       | 305                      | 25,87      | 12               | 28277      | 28800        |
| Pré-Saint-Évroult                     | 286                      | 21,55      | 13               | 28305      | 28800        |
| Pré-Saint-Martin                      | 176                      | 7,25       | 24               | 28306      | 28800        |
| Saint-Maur-sur-le-Loir                | 405                      | 16,54      | 24               | 28353      | 28800        |
| Sancheville                           | 748                      | 21,77      | 34               | 28364      | 28800        |
| Saumeray                              | 467                      | 19,46      | 24               | 28370      | 28800        |
| Trizay-lès-Bonneval                   | 318                      | 9,77       | 33               | 28396      | 28800        |
| Villiers-Saint-Orien                  | 162                      | 15,11      | 11               | 28418      | 28800        |
| Communauté de communes du Bonnevalais | 12.203                   | 339,42     | 36               | –          | –            |